# Leptopenus antarcticus
Leptopenus antarcticus är en korallart som beskrevs av Stephen D. Cairns 1989. Leptopenus antarcticus ingår i släktet Leptopenus och familjen Micrabaciidae.
Artens utbredningsområde är Södra Ishavet. Inga underarter finns listade i Catalogue of Life.